# Люксембурзький палац
Люксембурзький палац (фр. Palais du Luxembourg) — палац-резиденція в Парижі, побудований для королеви Франції Марії Медичі (архітектор Соломон де Брос) на початку 17 століття. Одна з найкращих споруд французького бароко.

## Історія
Колись на цьому місті була садиба герцога Піне з родини Люксембург. На цьому місті в 1615-1631 роках для королеви Марії Медичі Соломон де Брос побудував палац, що отримав назву Люксембурзький.
Вважають, що Соломон де Брос відштовхувався від садового фасаду палаццо Пітті у Флоренції, що прибудував архітектор Бартоломео Амманаті (1511—1592) у стилі маньєризм. Але де Брос все зробив на французький манер: зменшив виступи бічних корпусів, використав менший руст, додав середню, невеличку вежу і скульптури. Парадний двір — курдонер — замкнув службовими корпусами. Національне забарвлення виявили й високі дахи Люксембурзького палацу, які не використовують у Флоренції. Архітектурний образ палацу набув неповторності й національної самобутності. Палац вдало доповнили сад бароко, партер у 25 гектарів і садово-паркова скульптура.
Саме для оздоблення цього палацу художник із Фландрії П. П. Рубенс намалював картини зі сценами життя королеви Марії Медичі (тепер — Лувр, Париж). Після смерті королеви тут мешкав її син Гастон Орлеанський, молодший брат короля Луї 13-го.
У 20 столітті тут засідає Сенат Франції.

## Впливи образу палацу

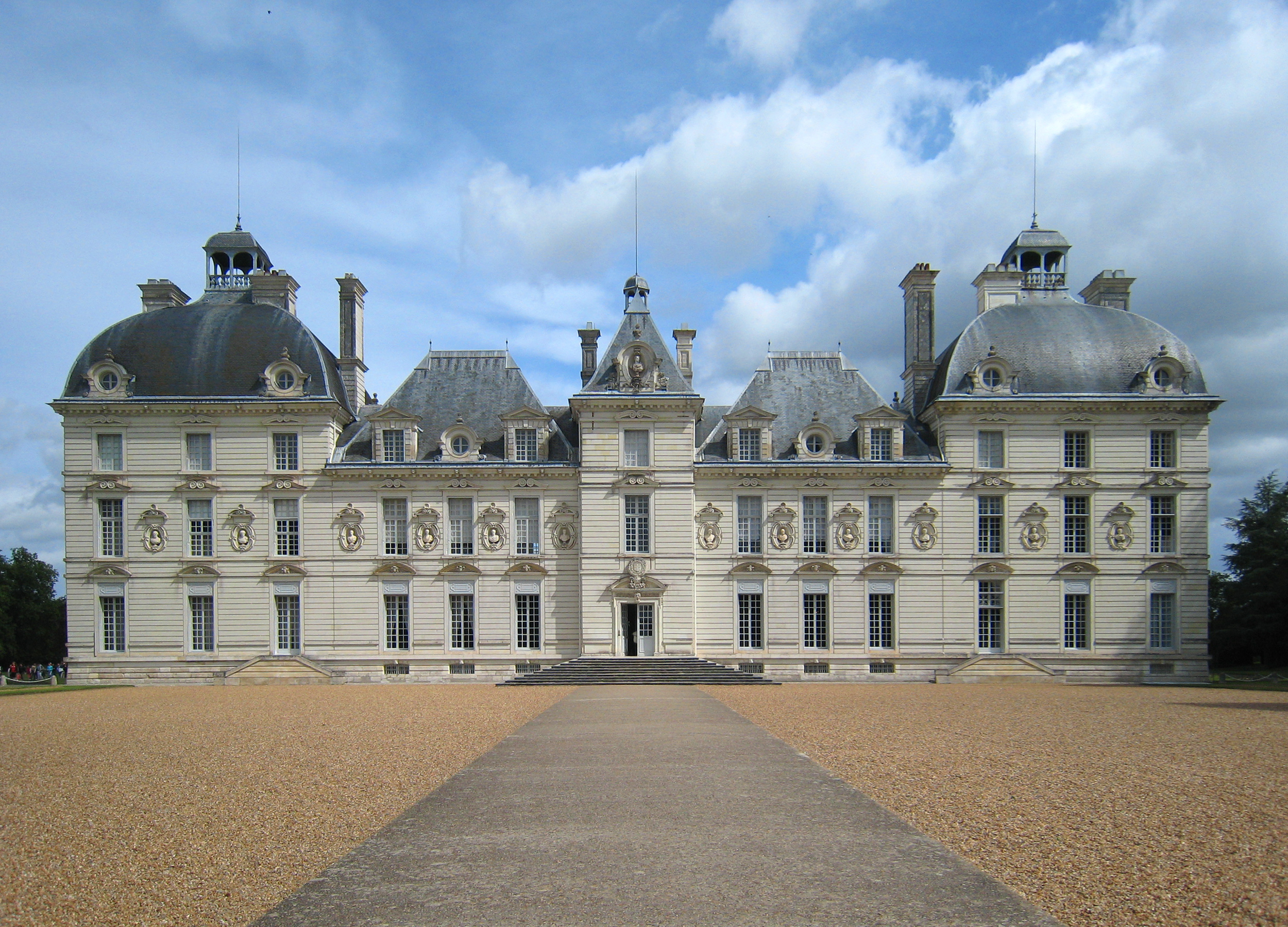
Королівський палац замок Шеверні

Сам Соломон де Брос створив спрощену копію Люксембурзького палацу, коли йому замовили приміщення для парламенту області Бретань. Будівля збережена і нині використовується як палац юстиції в місті Рен, Бретань.
Ще більший вплив архітектурний образ Люксембурзького палацу справив на архітектора Жака Буйє де Блуа. Той починав як скульптор-різьбяр і проходив стажування в майстерні Соломона де Броса в Парижі. Він створив новий фасад замку Шеверні, де дуже творчо використав знахідки де Броса.
На парадному фасаді використав тільки дощатий руст, утримався від всякого використання колон і пілястр (вони є у де Броса), навіть від гри виступаючих бокових веж — різалітів. В проміжках вікон другого поверху подав низку овальних заглибин з бюстами. Тільки ці бюсти та вікна і відіграють головну ролю оздоб в шляхетно стриманому, але по новому красивому фасаді. Лише головний портал замку-палацу виступає вперед і підкреслений вузькою баштою, що віддалено нагадує подібну на фасаді палацу де Броса. Збережені і високі, різноманітні за формою дахи, що йшли з французького середньовіччя. Ранішне бароко Франції неохоче відмовлялося від форм і надбань національної архітектури, що надало архітектурі країни 17 століття національного забарвлення і національного характеру попри всі іноземні ідеї і впливи.
Національне коріння відчуватиметься пізніше і в уславленому палаці Мезон-Лафіт (архітектор Франсуа Мансар), в замку Во-ле-Віконт (архітектор Луї Лево), що йшли від вивчення архітектурного образу Люксембурзького палацу.

## Галерея

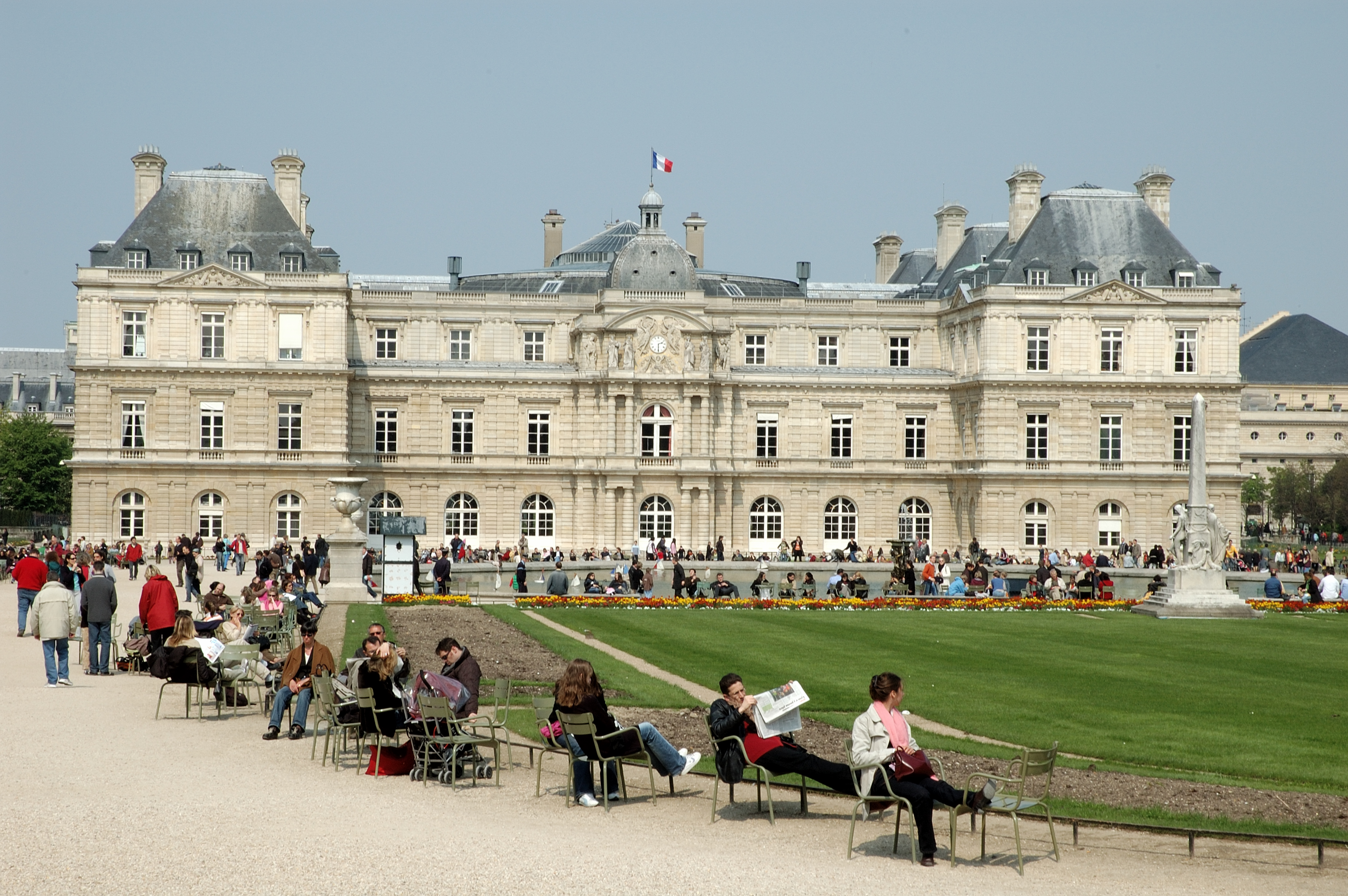
Люксембурзький палац
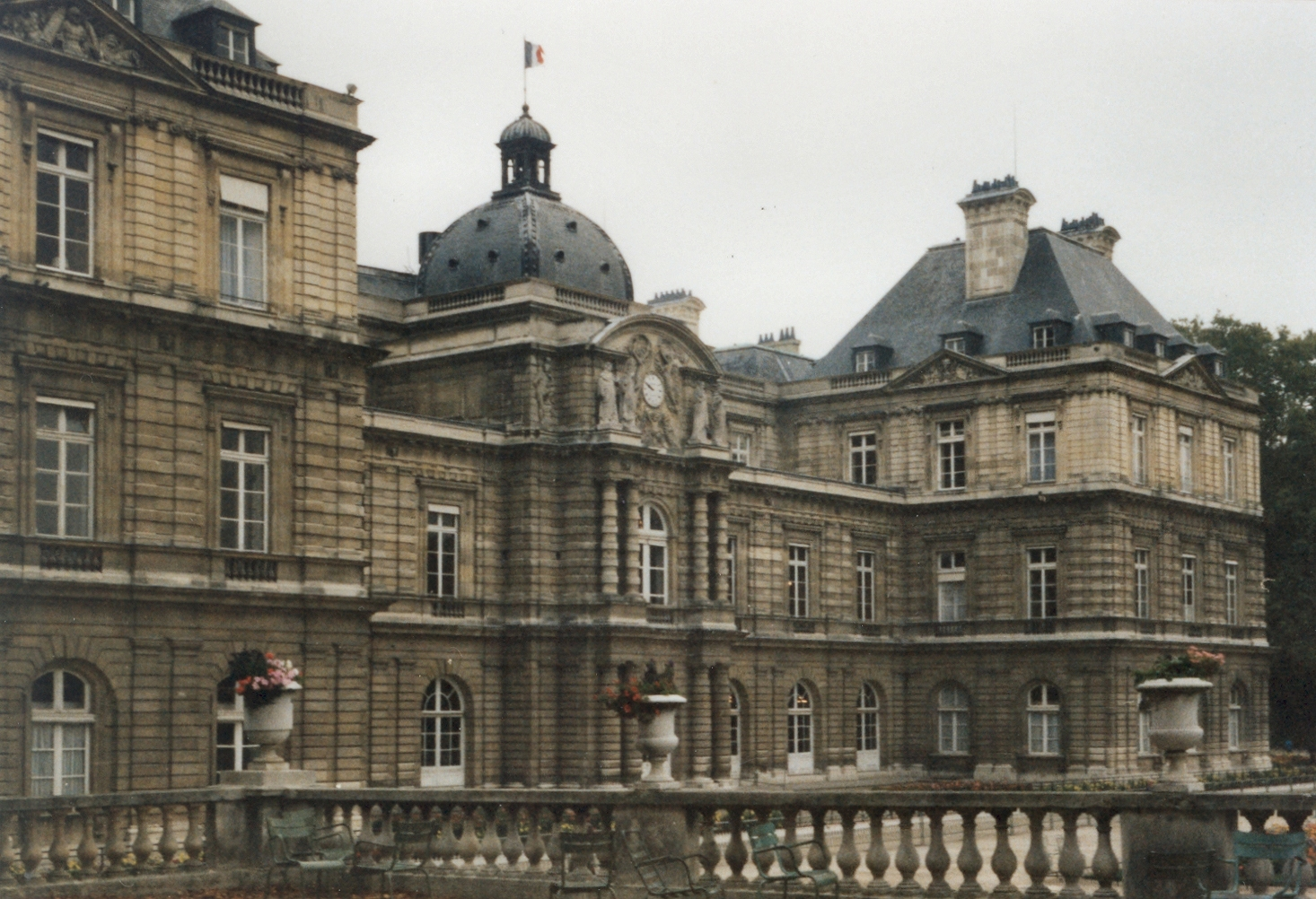
Люксембурзький палац, фасад
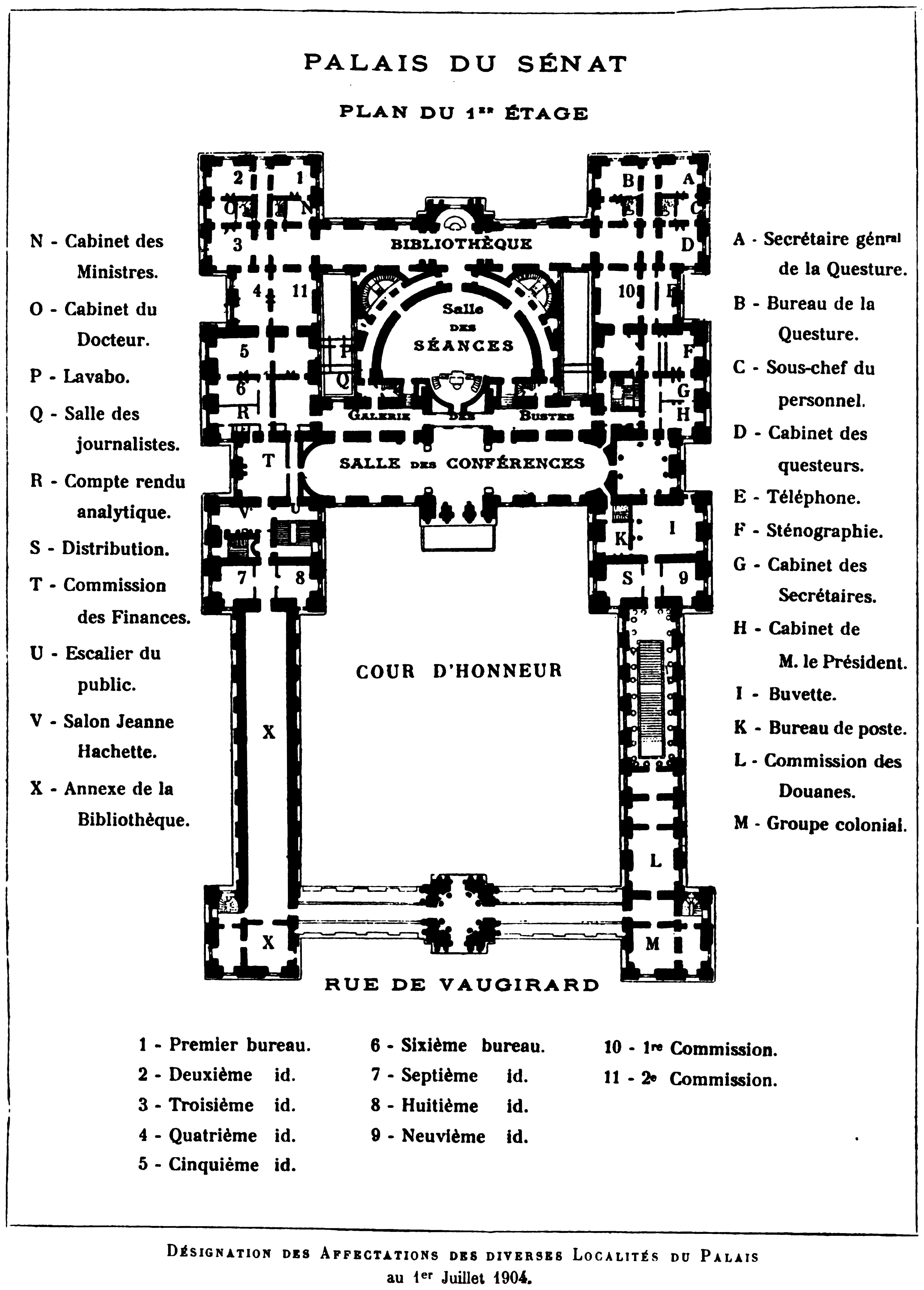
План Люксембурзького палацу
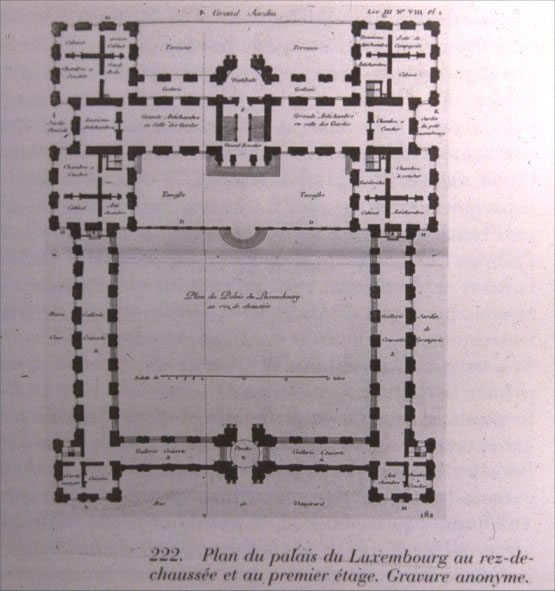
План Люксембурзького палацу з курдонером — парадним двором
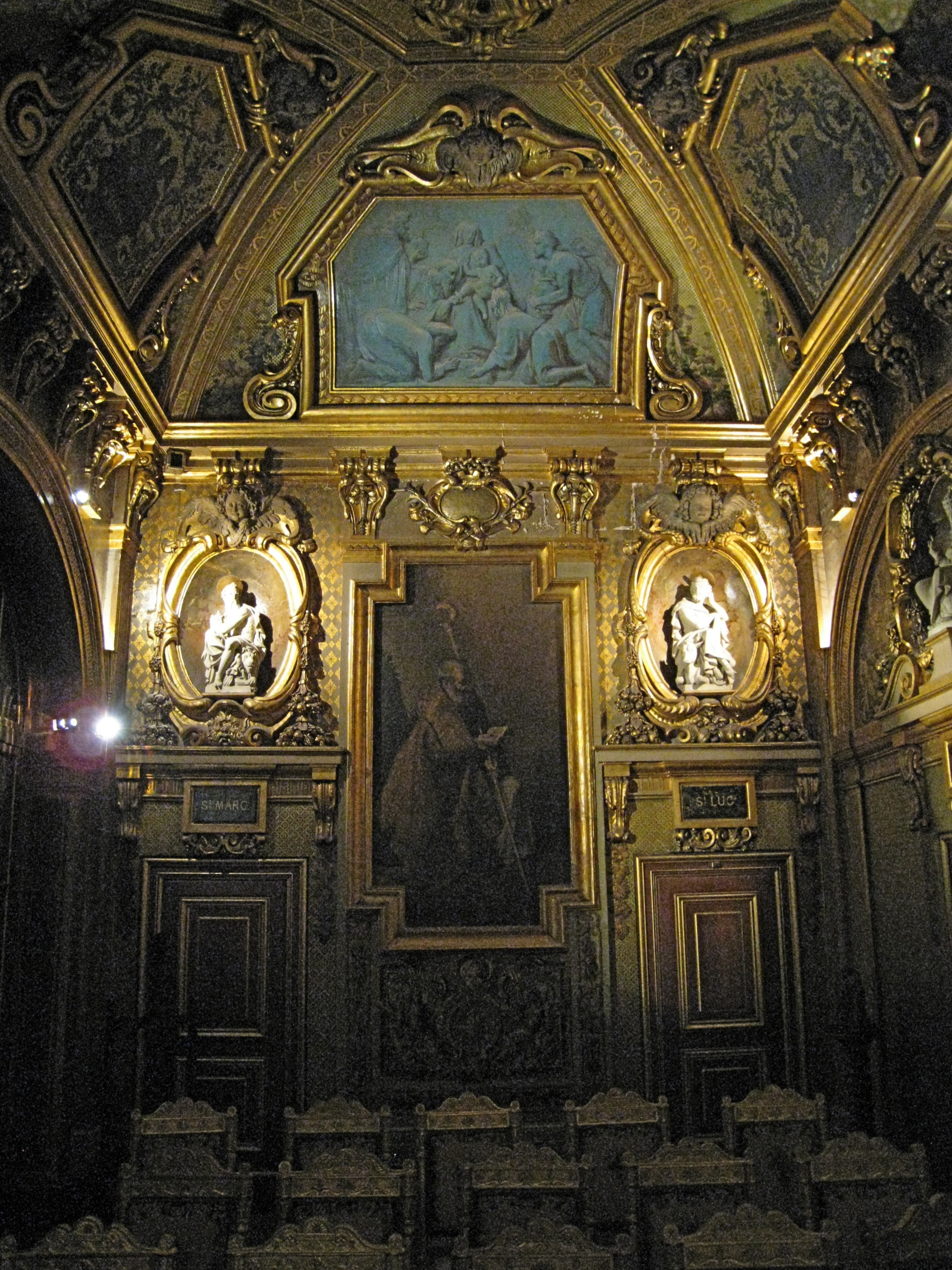
Капелла палацу, 1622-1631
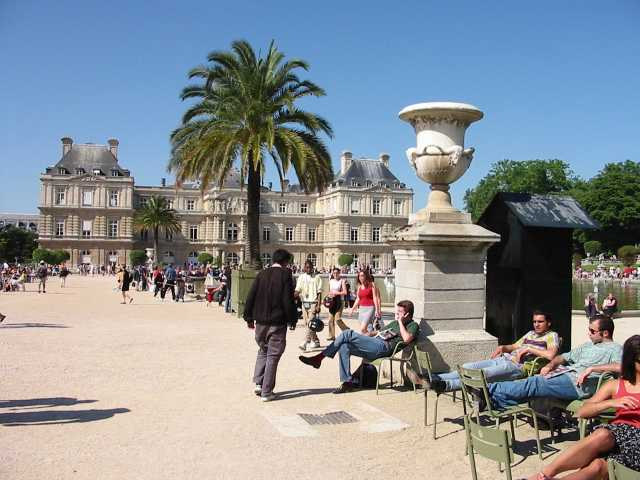
Сад Люксембурзького палацу, Париж